# Moron (río)
El río Moron es un corto río de Francia, un afluente del río Dordoña. El término viene de "moro".

## Geografía
Está a veinte kilómetros al norte de la meseta de Saint-Savin. Tiene una anchura de treinta metros en la confluencia, el río está canalizado en la terrazas aluviales, para promover la agricultura, a pesar de que su curso ha sido más tortuoso. Sobre todo teniendo en cuenta la marisma de los estuarios de todo el Palus de Moron.
La longitud del curso de agua es de 24,5 km.

### Comunas por las que discurre
El río Moron, en sentido aguas abajo, pasa por las siguientes comunas: Saint-Savin, Saint-Christoly-de-Blaye, Civrac-de-Blaye, Saint-Vivien-de-Blaye, Pugnac, Cézac, Tauriac, Saint-Laurent-d'Arce, Prignac-et-Marcamps y Bourg.
En términos de cantón, a traviesa el cantón de Saint-Savin (Gironde), el cantón de Bourg y el cantón de Saint-André-de-Cubzac.